# 许昌号导弹护卫舰
“许昌”号导弹护卫舰（舷号536）简称“许昌”舰，是中国人民解放军海军第二十四艘054A型导弹护卫舰，可以单独或者协同海军其他兵力攻击敌水面舰艇及潜艇，具有较强的远程警戒和防空作战能力。许昌舰由黄埔文冲造船厂建造，2016年5月30日下水，2017年6月23日入列，服役于南海舰队驱逐舰第二支队。许昌舰舰名取自河南省许昌市，其入列命名授旗仪式于2017年6月23日在广东省湛江市某军港举行。

## 歷史
2022年8月13-15日，許昌號在執行戰備任務期間與國軍海軍岳飛號巡防艦近距離對峙。